# Adam Fousek
Adam Fousek (* 8. března 1994, Pardubice) je český fotbalový záložník hrající za FK Pardubice v 1. české lize.

## Klubová kariéra
Fousek je odchovancem Pardubic. V dospělém fotbale debutoval 5. června 2013 v utkání 17. kola 2. ligy proti Znojmu, když nastoupil v 80. minutě. V únoru 2014 si ho vyhlédla prvoligová Mladá Boleslav, kam odešel na půlroční hostování s opcí na případný přestup. Příliš šancí ale nedostal, v první lize odehrál pouze necelých 30 minut v závěrečném 30. kole ligy na půdě Příbrami. Boleslav na Fouska neuplatnila opci, a ten se tak vrátil do Pardubic. Zde začal dostávat pravidelně příležitost v základní sestavě. V sezoně 2016/17 Pardubice bojovaly o udržení v 2. lize, v klíčovém utkání proti Třinci vstřelil 2 góly, které znamenaly tříbodový zisk zajišťující záchranu. V červnu 2019 opustil rodné Pardubice, za místní tým odehrál celkem 130 ligových utkání, další desítku přidal v poháru, a zamířil do Zbrojovky Brno. Se Zbrojovkou hned v první sezoně oslavil postup do nejvyšší soutěže, sám se na tom podílel 7 góly, mj. držel šňůru čtyř utkání v řadě se vstřeleným gólem (20.–24. kolo).